# Judecătoria Râmnicu Vâlcea
Judecătoria Râmnicu Vâlcea este un monument istoric aflat pe teritoriul municipiului Râmnicu Vâlcea.